# Nova Televisione
Nova Televisione è stata un'emittente televisiva locale della Sardegna.

## Storia
L'emittente nasce a Oristano nel 1985, per iniziativa di alcuni imprenditori locali, come televisione locale a vocazione territoriale, con l'obiettivo di fornire un palinsesto televisivo che si occupasse delle vicende della comunità oristanese e dell'hinterland.
Anno dopo anno, da una copertura locale composta da pochi impianti nella provincia di Oristano, passa a quella regionale con l'acquisizione di ulteriori frequenze nel resto dell'Isola (per un totale di 10 impianti).
L'emittente, nei primi anni '90, aveva sede presso la Curia Arcivescovile, e alcune produzioni assunsero un'impronta cattolica.
Dal 1990 al 1995 fu legata al circuito SuperSix.
Dopo alcune difficoltà economiche nel 1996, dal 1997 l'emittente oristanese viene rilevata dalla Amal srl, una società che fa parte del gruppo "La Memoria Storica": una cooperativa specializzata nella gestione dei beni culturali, archivi e restauri.
Nova Tv fu rinominata Nova Televisione, e cambiò sede passando alla zona industriale, sempre a Oristano.
Dal 2000 l'emittente fece parte della syndication Italia 9 Network e spostò nuovamente la sua sede in Via Tirso ad Oristano. Grazie alla copertura estesa su buona parte del territorio sardo, l'emittente si è imposta negli anni come il megafono di Oristano e dell'omonima provincia, con un occhio puntato ai fatti che riguardano tutta l'isola.
Nova Tv raggiunse il suo massimo sviluppo nei primi anni 2000: forte di una decina di edizioni del telegiornale (il Nova Notizie), di una redazione composta per lo più da giovani praticanti, e dall'aumento di programmi autoprodotti, fu l'ultima emittente regionale della Sardegna ad offrire ai telespettatori un proprio servizio di teletext (dismesso nel 2005), denominato Novatext.
Con lo switch off che ha coinvolto la Sardegna nel 2008, l'emittente si è vista assegnare il canale in tecnica SFN, UHF 40. Poche settimane prima dello switch off, l'emittente ha siglato un accordo con il gruppo Profit di Raimondo Lagostena Bassi (editore di Odeon TV), cedendo la sua rete trasmissiva a quest'ultimo. Tuttavia Nova Televisione continuò ad essere visibile come ospite nel mux Profit, il quale venne denominato Sardegna Digitale.
Dopo aver subito una crisi economica simile a quella di altre emittenti locali, che l'hanno portata a ridurre le produzioni e al licenziamento di personale, il 28 febbraio 2018 è stata eliminata dal mux TCS e ha chiuso le trasmissioni.

## Multiplex
Nel mese di maggio del 2015 la rete del mux Sardegna Digitale trasmessa sul canale UHF 40 dove era ospitata Nova Televisione, è stata acquistata dal gruppo di Canale Italia.
Da tale data l'emittente oristanese risultava essere visibile nella Sardegna centrale all'interno del mux di Super TV Oristano e nella Sardegna meridionale nel mux Videolina 2, entrambi trasmessi sul canale UHF 25.
Dal 24 luglio del 2015 al 28 febbraio 2018, la storica emittente oristanese era anche visibile all'interno del mux a copertura regionale di Telecostasmeralda, trasmesso sul canale UHF 23.

## Programmi
La programmazione di Nova Televisione era rivolta principalmente al territorio della provincia di Oristano senza trascurare le altre zone della Sardegna.
Il palinsesto era caratterizzato da numerose edizioni del Telegiornale (trasmesse anche nella Lingua Italiana dei Segni) e da programmi informativi autoprodotti che si occupano giornalmente di fatti e persone legate alla cronaca, alla politica, alla storia ed allo spettacolo.
Particolare attenzione era anche rivolta all'archivio storico dell'emittente che settimanalmente veniva riproposto nella trasmissione Mi Ritorni in Mente.
Negli ultimi tempi la programmazione prevedeva alcuni appuntamenti fissi con cadenza settimanale:
- Cabras tra presente e futuro: Aspetti economici e socio-culturali della Sardegna centrale.
- Storie: Galleria televisiva di personaggi isolani rappresentativi.
- Ita Novas: Programma interamente in lingua sarda, realizzato il collaborazione con la Regione Autonoma della Sardegna.
- Punto Regione: Approfondimento settimanale sui lavori del consiglio regionale.
- Nova 7 Giorni: Riassunto settimanale delle notizie più importanti.

Nova Televisione inoltre trasmetteva ogni anno la diretta televisiva de Sa Sartiglia.
L'immagine e la promozione del territorio della provincia di Oristano erano esaltati dalla messa in onda di "cartoline" dedicate ai comuni che fanno parte della provincia.